# Le Coudray
Le Coudray és un municipi francès, situat al departament de l'Eure i Loir i a la regió de Centre – Vall del Loira. L'any 2007 tenia 3.753 habitants.

## Demografia

### Població
El 2007 la població de fet de Le Coudray era de 3.753 persones. Hi havia 1.380 famílies, de les quals 268 eren unipersonals (105 homes vivint sols i 163 dones vivint soles), 381 parelles sense fills, 610 parelles amb fills i 121 famílies monoparentals amb fills.
La població ha evolucionat segons el següent gràfic:
Habitants censats

### Habitatges
El 2007 hi havia 1.493 habitatges, 1.400 eren l'habitatge principal de la família, 12 eren segones residències i 81 estaven desocupats. 1.141 eren cases i 348 eren apartaments. Dels 1.400 habitatges principals, 879 estaven ocupats pels seus propietaris, 506 estaven llogats i ocupats pels llogaters i 15 estaven cedits a títol gratuït; 40 tenien una cambra, 84 en tenien dues, 163 en tenien tres, 366 en tenien quatre i 746 en tenien cinc o més. 1.262 habitatges disposaven pel capbaix d'una plaça de pàrquing. A 667 habitatges hi havia un automòbil i a 678 n'hi havia dos o més.

### Piràmide de població
La piràmide de població per edats i sexe el 2009 era:
| Homes | Edats   | Dones |
| ----- | ------- | ----- |
| 0     | 95 o +  | 0     |
| 0     | 90 a 94 | 0     |
| 12    | 85 a 89 | 8     |
| 12    | 80 a 84 | 32    |
| 36    | 75 a 79 | 12    |
| 56    | 70 a 74 | 40    |
| 32    | 65 a 69 | 32    |
| 44    | 60 a 64 | 44    |
| 48    | 55 a 59 | 36    |
| 120   | 50 a 54 | 64    |
| 136   | 45 a 49 | 152   |
| 148   | 40 a 44 | 176   |
| 104   | 35 a 39 | 156   |
| 100   | 30 a 34 | 76    |
| 80    | 25 a 29 | 84    |
| 108   | 20 a 24 | 52    |
| 128   | 15 a 19 | 100   |
| 144   | 10 a 14 | 164   |
| 128   | 5 a 9   | 108   |
| 80    | 0 a 4   | 52    |

## Economia
El 2007 la població en edat de treballar era de 2.539 persones, 1.988 eren actives i 551 eren inactives. De les 1.988 persones actives 1.907 estaven ocupades (964 homes i 943 dones) i 81 estaven aturades (37 homes i 44 dones). De les 551 persones inactives 179 estaven jubilades, 247 estaven estudiant i 125 estaven classificades com a «altres inactius».

### Ingressos
El 2009 a Le Coudray hi havia 1.459 unitats fiscals que integraven 3.988 persones, la mediana anual d'ingressos fiscals per persona era de 21.765 €.

### Activitats econòmiques
Dels 176 establiments que hi havia el 2007, 2 eren d'empreses extractives, 3 d'empreses alimentàries, 3 d'empreses de fabricació d'altres productes industrials, 22 d'empreses de construcció, 29 d'empreses de comerç i reparació d'automòbils, 8 d'empreses de transport, 11 d'empreses d'hostatgeria i restauració, 5 d'empreses d'informació i comunicació, 9 d'empreses financeres, 6 d'empreses immobiliàries, 22 d'empreses de serveis, 48 d'entitats de l'administració pública i 8 d'empreses classificades com a «altres activitats de serveis».
Dels 32 establiments de servei als particulars que hi havia el 2009, 5 eren tallers de reparació d'automòbils i de material agrícola, 5 paletes, 3 guixaires pintors, 4 fusteries, 3 lampisteries, 2 electricistes, 1 empresa de construcció, 3 perruqueries, 1 veterinari, 3 restaurants, 1 agència immobiliària i 1 saló de bellesa.
Dels 7 establiments comercials que hi havia el 2009, 1 era un hipermercat, 1 una botiga de menys de 120 m², 2 carnisseries, 2 llibreries i 1 una joieria.
L'any 2000 a Le Coudray hi havia 8 explotacions agrícoles que ocupaven un total de 236 hectàrees.

## Equipaments sanitaris i escolars
El 2009 hi havia 1 hospital de tractaments de curta durada, 1 hospital de tractaments de mitja durada (seguiment i rehabilitació, 1 centre d'urgències, 1 maternitat, 1 farmàcia i 2 ambulàncies.
El 2009 hi havia 1 escola maternal i 1 escola elemental.

## Poblacions més properes
El següent diagrama mostra les poblacions més properes.